# 梅多斯鎮區 (北卡羅萊納州斯托克斯縣)
梅多斯鎮區（英語：Meadows Township）是位於美國北卡羅萊納州斯托克斯縣的一個鎮區。

## 地方資料
梅多斯鎮區的面積為137.86平方千米，當中陸地面積為136.27平方千米，而水域面積為1.59平方千米。根據2020年美國人口普查的數據，當地共有人口4890人，而人口密度為每平方千米35.47人。